# 22 Orionis
22 Orionis (22 Ori / o Orionis) es una estrella en la constelación de Orión de magnitud aparente +4,70.

## Distancia
De acuerdo a la nueva reducción de datos del satélite Hipparcos, el paralaje de 22 Orionis es de 3,51 ± 0,49 milisegundos de arco, lo que implica que se encuentra a una distancia aproximada de 929 años luz (281 pársecs) respecto al sistema solar.
Es miembro del subgrupo «Ia» de la asociación estelar Orión OB1, una de las regiones galácticas de formación estelar más cercana.

## Características
22 Orionis es una subgigante o estrella de la secuencia principal blanco-azulada de tipo B2.
Tiene una temperatura efectiva de 20.481 ± 665 K y su luminosidad bolométrica es 6080 veces mayor que la luminosidad solar.
Gira sobre sí misma con una velocidad de rotación proyectada de 5 km/s.
Es una estrella masiva cuya masa se estima en el rango de 7,9 a 9,0 masas solares; tiene una edad de 18,5 ± 1 millones de años.
Su campo magnético efectivo <Be>, medido en las líneas metálicas de su espectro, es de 450,9 G.
Por otra parte, 22 Orionis es una binaria espectroscópica con un período orbital de 293,0 días.
La excentricidad de la órbita es ε = 0,15.